# 亞伯達立法議會
艾伯塔立法議會（英語：Legislative Assembly of Alberta）是加拿大艾伯塔省的立法機關，艾伯塔省議會和艾伯塔省省督组成艾伯塔省立法機構（Legislature of Alberta）。省議會位於埃德蒙頓亞伯達省議會大廈。由單一選區多數制選舉出的87名議員組成。

## 历史

### 第30届議會
在2019年4月16日举行的省议会选举中，聯合保守黨取得63个议席，成为执政党。

### 第29届議會
第29届省議會於2015年5月5日選出。瑞秋·诺特利领导的阿尔伯塔新民主党获得胜利并首次在该省执政。

## 外部連結
- 亞伯達省議會網頁（页面存档备份，存于）